# Victor Corbu
Victor Corbu (n. 14 octombrie 1869, Zagra, Bistrița-Năsăud – d. 5 octombrie 1943, Sibiu) a fost medic și publicist, participant la Marea Adunare Națională de la Alba Iulia și cel care a organizat serviciile sanitare militare și civile din Transilvania, Banat, Basarabia și Bucovina după anul 1918.

## Biografie și familie
Victor Corbu s-a născut la data de 14 octombrie 1869 în comuna Zagra, într-o familie de origine grănicerească. Urmează cursurile școlii primare în localitatea natală, iar studiile gimnaziale la Gimnaziul Grăniceresc din Năsăud, în perioada 1880-1888. Este admis la Facultatea de Medicină a Universității Franz Joseph din Cluj, definitivându-și studiile superioare în anul 1894, odată cu obținerea titlului de doctor în medicină. În perioada 1894-1898 activează ca medic militar, având grad de locotenent, urmând ca, în perioada 1898-1899, să obțină o diplomă de specializare în oftalmologie la Budapesta. Cariera sa ca medic militar continuă în cadrul unitățile militare din Sibiu la Spitalului Militar al Corpului XII, Nyíregyháza, Debrecen, Budapesta, Oradea, Bozen, Innsbruck, Linz, Mostar. În anul 1912 obține gradul de maior-medic și este repartizat Corpului al XII-lea din Sibiu.

## Primul Război Mondial și Marea Unire
În timpul Primului Război Mondial, Victor Corbu a îndeplinit funcția de comandant al Serviciului Sanitar al Corpului al XII-lea, urmând ca, în anul 1916, să fie avansat la gradul de medic-locotenent-colonel. La 1 decembrie 1918, participă la Marea Adunare Națională de la Alba Iulia, fiind însărcinat cu asigurarea serviciului sanitar pentru participanți.
Victor Corbu a fost un medic devotat și patriot, care, cu resurse limitate, a oferit un ajutor medical crucial numeroșilor soldați și intelectuali din Transilvania în timpul Primului Război Mondial, prevenind astfel redistribuirea lor pe câmpul de luptă după răni. El a dat dovadă de un puternic simț al datoriei față de compatrioții săi și de ambițiile lor, rezistând în mod constant actelor de nedreptate și inegalități în domeniul medical și al societății. Colaborând cu fratele său, el s-a angajat în diferite eforturi caritabile, extinzând ajutorul orfanilor de război și persoanelor afectate de conflictele epocii lor.

## Activitatea sa de după 1918
După anul 1918, Victor Corbu participă la organizarea serviciului militar sanitar din Sibiu, la cererea expresă a Consiliului Dirigent al Transilvaniei, precum și la organizarea serviciilor sanitare militare și civile ale provinciilor recent unite. Organizarea Secției a VI-a sanitare a Corpului VI Armată din Cluj îi va reveni timp de un an, în perioada 25 decembrie 1918- 25 decembrie 1919. În anul 1919 este avansat la gradul de medic-colonel și numit medic-șef al Corpului VI Armată din Cluj. Deși reușește să își ia examenul pentru a putea deveni general-medic, nu i se va oferit noul grad, funcția fiind ocupată de un membru al familiei Brătianu, motiv pentru care decide să se pensioneze, în anul 1921.
Victor Corbu, după pensionare,  își dedică o bună parte din timp activităților culturale, fiind  membru fondator al ASTREI și rămânând membru al asociației până la sfârșitul vieții sale. Totodată, va avea o relație de prietenie cu I.L. Caragiale. Alături de fratele său, Ion Corbu, va edita două reviste, ”Sic Cogito” și „Revista Enciclopedică”, în care vor fi publicate articole de popularizare a științei și de istorie sau articole culturale. Pentru activitatea sa a fost decorat cu medalii și distincții sanitare, pe care le-a donat Colecției Muzeale de Istoria Medicinei din Cluj.Activitatea sa academică și clinică a influențat formarea multor generații de cardiologi. Se stinge din viață la data de 5 octombrie 1943, la Sibiu, fiind înmormântat la Cimitirul Eroilor din Dumbrava Sibiului.